# アントニオ・テヘーロ
アントニオ・テヘーロ・モリーナ（Antonio Tejero Molina、1932年4月30日 - ）は、スペインの軍人。1981年2月に発生したクーデター23-Fの首謀者の1人である。

## 来歴

### フランコ体制下
1932年にマラガで生まれる。第二次世界大戦後の1951年にグアルディア・シビル（治安警備隊）に入隊。中尉に任官しカタルーニャ州に赴任する。1958年に大尉に昇進し、ガリシア州、ベレス＝マラガ、カナリア諸島を転々とする。1963年には少佐に昇進し、ラス・パルマス・デ・グラン・カナリア、バダホスで勤務した。1974年に中佐に昇進しバスク州ギプスコア県のグアルディア・シビル指揮官に任命されるが、バスク州旗イクリニャに関する発言が批判され市民が解任を求める騒ぎが起きた。バスク地方におけるETA掃討に貢献し、マドリードのグアルディア・シビル部隊参謀長に転任した。

### ガラクシア計画
1975年11月にフランシスコ・フランコが死去し、フアン・カルロス1世によって王政復古が成し遂げられた。その後1976年に首相となったアドルフォ・スアレス政権下においてスペインの民主化が進められたが、これを「左傾化」と捉えた軍部右派によって、国王を擁いた上での軍事独裁の復活を求める動きが活発化した。
この様な動きを受けて1978年11月に、中佐となっていたテヘーロと、サエンス・デ・イネストリージャス中尉らが、スアレス政権に対するクーデター計画・ガラクシア計画を立案した。なお計画名は、集会場として使用されていたマドリード市内の喫茶店の名前を取ったものであった。しかし実行前に計画が表ざたになり、テヘーロは軍法裁判で禁固7か月の判決を受けた。

### 23-F
その後、軍部右派が問題視していた状況に変化がなかったことから、陸軍副参謀総長のアルフォンソ・アルマダ・コミンや陸軍大将ミランス・デル・ボッシュがクーデターを画策し、出所したテヘーロを実行部隊の中心に添えることとなった。
1981年2月23日午後6時過ぎ、テヘーロ率いる約200人の治安警備隊員が代議院（下院）に押し入り、同年1月29日に辞任を表明したばかりのスアレスやスペイン共産党書記長のサンティアゴ・カリージョ、スペイン社会労働党書記長のフェリーペ・ゴンサーレスを含む約350人の代議院議員を人質に取った。これに合わせてボッシュ率いる戦車部隊がバレンシア市内に展開した他、マドリードのスペイン国営テレビ局を占拠した。しかし、ファン・カルロス1世の支持が得られなかったことからクーデターは失敗し、テヘーロとコミン、ボッシュは警察に投降し逮捕され、軍法裁判で有罪の判決を受けた 。

### 釈放後
アルカラ・デ・エナーレスの刑務所に収監されるが、獄中から1982年に行われた選挙に立候補し話題となった。なおテヘーロは、事件後15年経った1996年12月2日に最後の事件関係者として釈放され、故郷マラガに居住した。
2006年には2006年カタルーニャ自治憲章に関する意見公募を新聞に掲載した。また、2009年には、息子のラモン・テヘーロ・ディーツが、父を「スペインのために最善を尽くした誠実で宗教的な人物」と擁護する意見をABCに掲載している。